# Kompolt
Kompolt är en ort i Ungern.   Den ligger i provinsen Heves, i den centrala delen av landet, 90 km öster om huvudstaden Budapest. Kompolt ligger 114 meter över havet och antalet invånare är 2 166.
Terrängen runt Kompolt är platt, och sluttar söderut. Runt Kompolt är det ganska tätbefolkat, med 104 invånare per kvadratkilometer. Närmaste större samhälle är Füzesabony, 12,6 km öster om Kompolt. Trakten runt Kompolt består till största delen av jordbruksmark.